# 射阳县中医院
射阳县中医院，是中华人民共和国江苏省的一所医院，为二级医院，位于射阳县合德镇解放路8号。

## 规模
射阳县中医院总床位228张，日门诊量224人次。